# Iñaki Beti Sáez
Iñaki Beti Sáez (San Sebastián (España), 13 de septiembre de 1959 – ibídem, 11 de febrero de 2012) fue un profesor, crítico literario y escritor español. Doctor en Filosofía y Letras y en Psicología, era profesor de la Universidad de Deusto. Fue vicepresidente de la Asociación para el Estudio de los Exilios Vascos Hamaika Bide.
En su obra como investigador, destaca su conocimiento de la obra de Ramiro Pinilla, autor sobre al que dedicó su tesis doctoral. También se dedicó a la recuperación de la cultura del exilio vasco de 1936, con trabajos sobre Martín de Ugalde, Carlos Blanco Aguinaga, y los dedicados al teatro del exilio, etc. Asimismo, fue un activo sindicalista en el ámbito universitario. Casado con la profesora Ana Isabel Recalde, con quien tenía una hija, murió de infarto de miocardio en 2012.

## Bibliografía

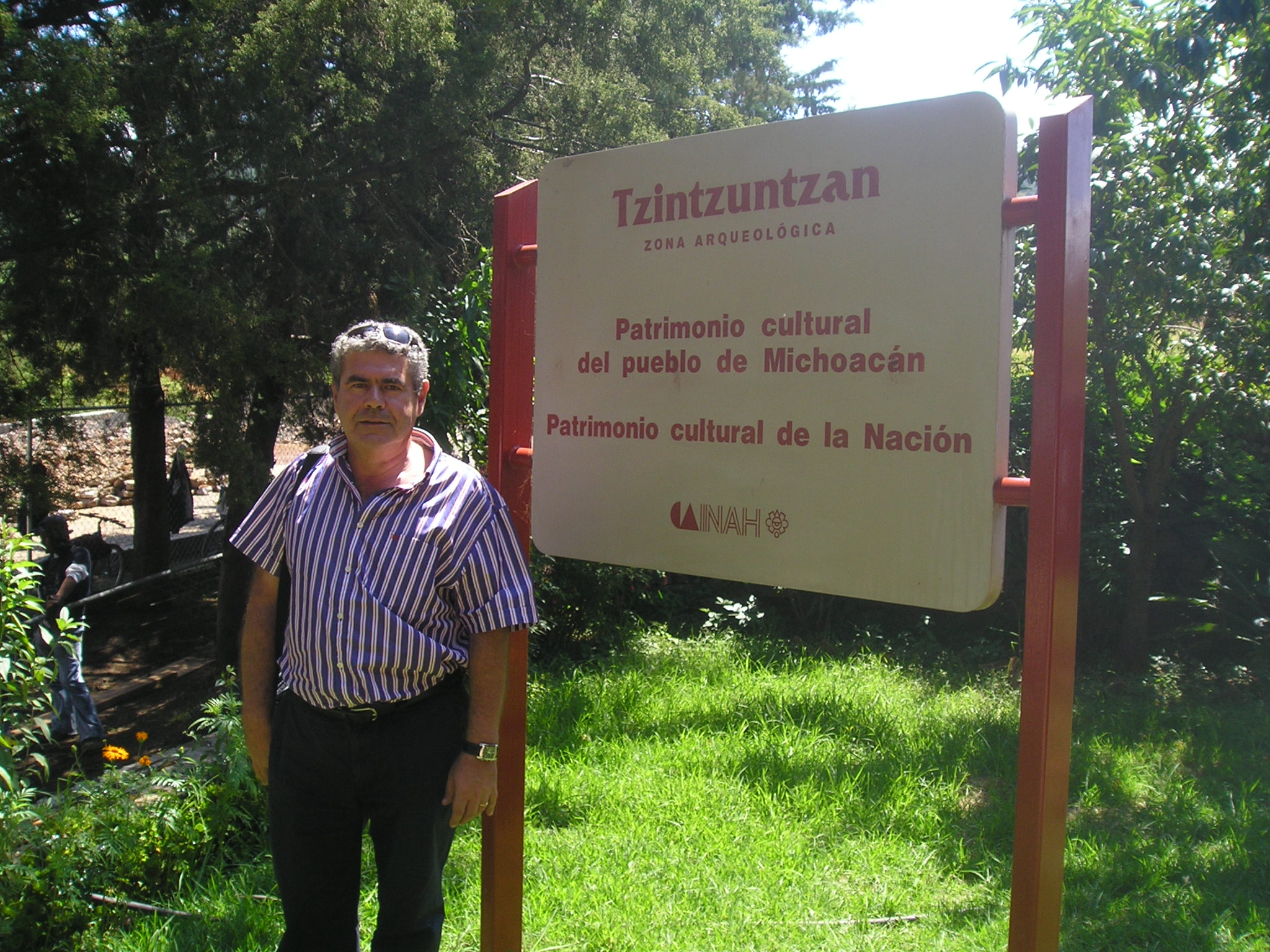
El profesor Beti mantuvo una estrecha relación con varias universidades latinoamericanas.

### Libros
- La narrativa de Ramiro Pinilla(aproximación semiológica). San Sebastián: Universidad de Deusto, 1990. ISBN 84-7485-175-0
- Luis Martín-Santos. San Sebastián: Cuadernos Universitarios de Mundaiz, 1991. ISBN 84-86897-15-7.
- El País Vasco desde el cielo. En colaboración con Adela Cólera. Santander: Dirección General de Planificación y Estudios del Banco de Santander, 1993. ISBN 84-604-8018-6.
- Mitos, teorías y aspectos del lenguaje. En colaboración con José Ramón Zubiaur. San Sebastián: Cuadernos Universitarios de Mundaiz, 1996. ISBN 84-86897-27-0.
- Memoria del estado del arte. El trabajador del conocimiento. En colaboración Luxio Ugarte e  Igor Calzada Oñati: Gertu, 2003. 20 pp.
- Empresa, Monográfico de Mundaiz, nº65, Universidad de Deusto, San Sebastián, enero-junio de 2003. ISSN 0213-3040.
- Exilio y artes escénicas. En colaboración con Mari Karmen Gil Fombellida. San Sebastián: Editorial Saturraran, 2009. ISBN 978-84-934455-9-1.

### Prólogos
- "Introducción y estudio crítico de los cuentos de Martín de Ugalde", en Martín de Ugalde: Cuentos I (De la nueva tierra y los inmigrantes) y II (De la inmensa soledad del hombre). Barcelona: Anthropos, 1992. ISBN 84-7658-343-5 (obra completa).

### Capítulos de libros
- "Martín de Ugalde: un humanista en el exilio". 60 años después. La Cultura Vasca del Exilio, tomo II. Pp. 489-498. ISBN 84-931339-2-2.
- "La escritura ética de Martín de Ugalde" en Encuentros con Martín de Ugalde / Martin Ugalde azterkizun. Coord. Xabier Apaolaza, José Ángel Ascunce y Marien Nieva). San Sebastián: Editorial Saturraran, 2002, pp. 247-273. (ISBN 84-931339-9-X).
- "La escritura ética de Martín de Ugalde" en Encuentros con Martín de Ugalde / Martin Ugalde azterkizun. Coord. Xabier Apaolaza, José Ángel Ascunce y Marien Nieva). San Sebastián: Editorial Saturraran, 2002, pp. 247-273. (ISBN 84-931339-9-X).
- "Carlos Blanco Aguinaga: entre la docencia universitaria y la creación literaria". José Ángel Ascunce, Mónica Jato y María Luisa San Miguel: Exilio y Universidad (1936-1955). Tomo I. San Sebastián: Saturraran-Asociación Hamaika Bide, 2006. 281-302 or.
- "Amaren ideia (La idea de mi madre): las voces recuperadas del exilio vasco". En colaboración con Ana Isabel Recalde en María Pilar Rodríguez: Exilio y cine. Deusto Digital, 2012, pp.73-86. ISBN 978-84-9830-364-3.
- "Entre la realidad y la ficción: Otaola, o la república del exilio". En colaboración con Ana Isabel Recalde en María Pilar Rodríguez: Exilio y cine. Deusto Digital, 2012, pp.87-102. ISBN 978-84-9830-364-3.
- "Entrevista a Maider Oleaga". En colaboración con Ana Isabel Recalde en María Pilar Rodríguez: Exilio y cine. Deusto Digital, 2012, pp.103-110. ISBN 978-84-9830-364-3.
- "La locura del exilio. Reflexiones en torno a El sitio de Zaragoza de José Martín Elizondo" en Mercedes Acillona: Exilio e Identidad. Donostia-San Sebastián: Asociación Hamaika Bide, 2014, pp.87-98. ISBN 978-84-616-9478-5. (Póstumo)
- "Las ciegas hormigas de Ramiro Pinilla: un canto a la libertad natural" en Mercedes Acillona (coord.): Ramiro Pinilla: el mundo entero se llama Arrigunaga. Universidad de Deusto, 2015. Pp.23-40. ISBN 978-84-15759-71-3. (Póstumo)

### Artículos
- "La última novela de Ramiro Pinilla". San Sebastián: Mundaiz, nº33, enero-junio, 1987. Pp. 109-114. ISSN 0213-3040.
- "Las ciegas hormigas de Ramiro Pinilla: un canto a la libertad y al esfuerzo personal". San Sebastián: Eguzkilore, n.º 4, 1991. Pp. 33-41. ISBN 84-064-3197-5.
- "La poesía de Jaime Delclaux". Pamplona: Universidad de Navarra, tomo X, 1º número, 1997. Pp.27-42. ISSN 0213-2370.
- "Experiencias místicas: una aproximación a sus expresiones literarias desde la Psicología Transpersonal". San Sebastián: Mundaiz, nº61, enero-junio, 2001. Pp.91-108. ISSN 0213-3040.
- "Las claves narrativas de "La sombra del viento" de Carlos Ruiz Zafón". San Sebastián: Mundaiz, nº67, enero-junio, 2004. Pp.91-117. ISSN 0213-3040.
- "Non zeuden emakumeak? La mujer vasca en el exilio de 1936". Revista digital Luke,nº90, noviembre de 2007. ISSN 1578-8644.
- "No es nada de Kepa Murua". Revista digital Luke, mayo de 2008. ISSN 1578-8644.